# ایکولا (آلاباما)
ایکولا (به انگلیسی: Echola) یک منطقهٔ مسکونی در ایالات متحده آمریکا است که در شهرستان تاسکالوسا، آلاباما واقع شده‌است. ایکولا ۸۶٫۸۷ متر بالاتر از سطح دریا واقع شده‌است.